# Dęborzeczka
Dęborzeczka [pronunciación en polaco: /dɛmbɔˈʐɛt͡ʂka/] es un pueblo ubicado en el distrito administrativo de Gmina Poświętne, dentro del condado de Opoczno, Voivodato de Łódź, en el centro de Polonia. Se encuentra a unos 11 kilómetros al suroeste de Poświętne, a 10 kilómetros al norte de Opoczno, y a 65 kilómetros al sureste de la capital regional Łódź.